# Führerhauptquartier Werwolf

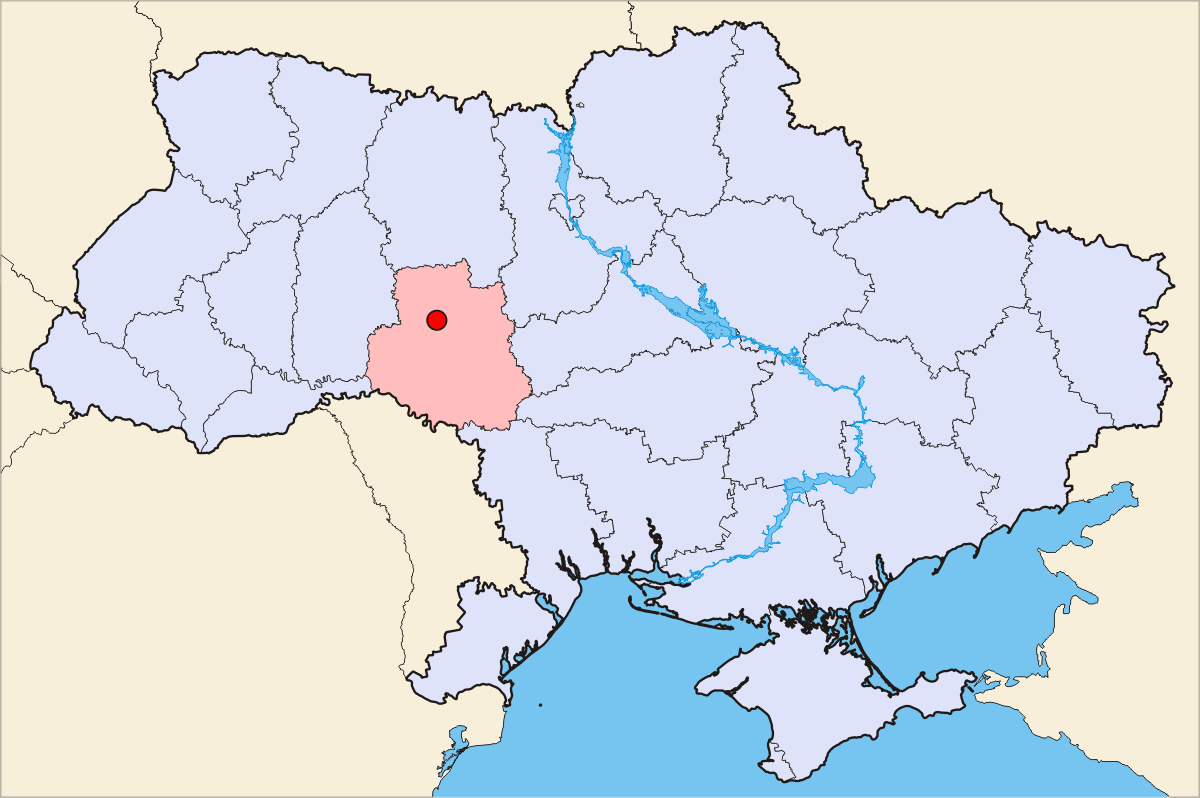
Lage

Das Führerhauptquartier Werwolf war eine nördlich von Winniza (Winnyzja) errichtete Befehlsstelle Adolf Hitlers als Oberbefehlshaber der Wehrmacht während des Zweiten Weltkrieges, in einem Wald bei dem ukrainischen Ort Stryschawka in der Landschaft Podolien.

## Geschichte der Anlage

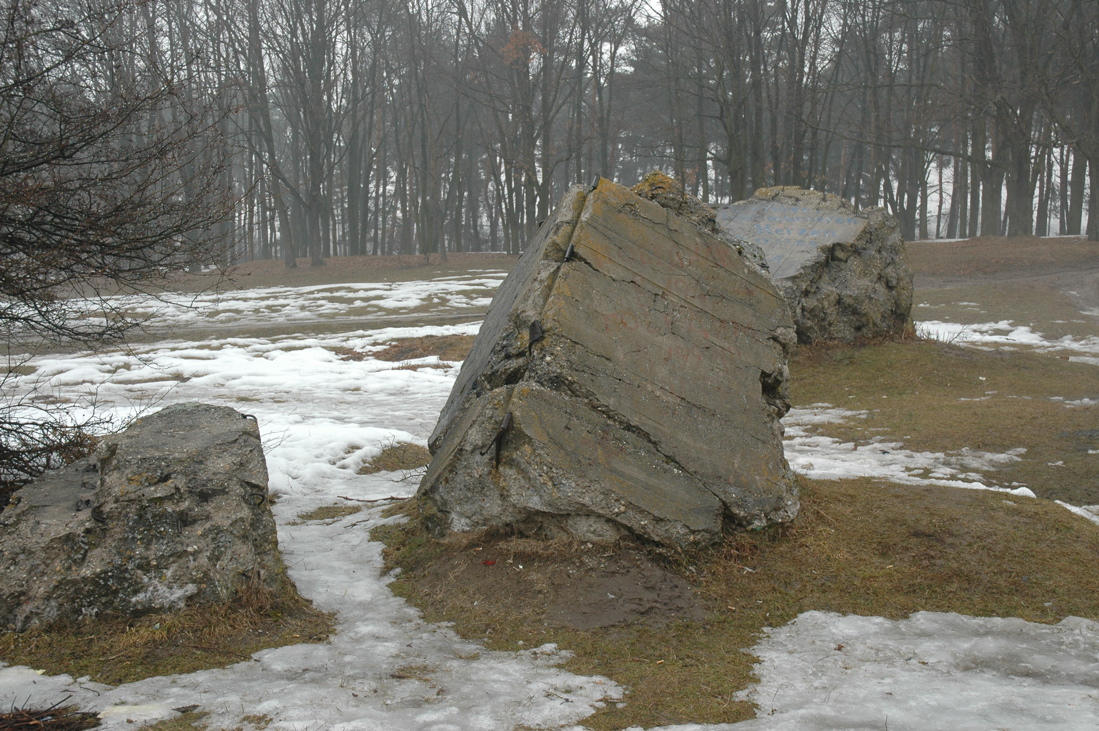
Reste der Bunkeranlagen des Führerhauptquartiers Werwolf

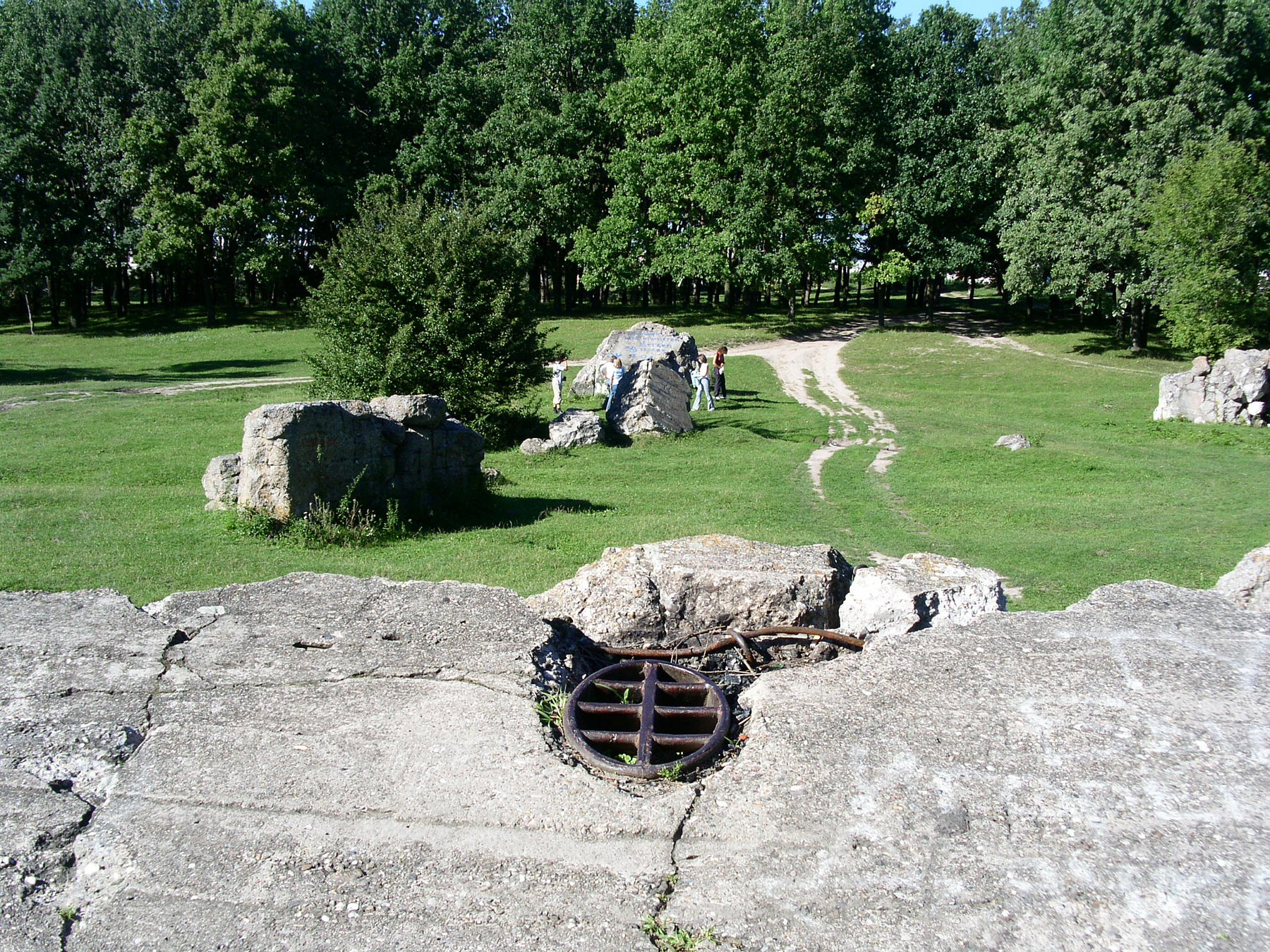
Blick über weitere Reste der Anlage

Während des Zweiten Weltkriegs erkundete Rudolf Schmundt, der Chefadjutant der Wehrmacht bei Adolf Hitler, einen Ort für ein neues Führerhauptquartier (FHQ), das im Vergleich zum FHQ Wolfsschanze in Ostpreußen näher an der Frontlinie liegen sollte. Seit dem 1. November 1941 wurde die Anlage bei der Ortschaft Stryschawka unter dem Decknamen „Eichenhain“ von 8000 Arbeitern der Organisation Todt und 1000 örtlichen Ukrainern bis September 1942 errichtet. Von Januar bis Juli 1942 errichteten 1250 Arbeiter weitere Gebäudeteile. Bei Kalinowka existierte ein Flugfeld.
In der Nähe befanden sich auch die Baracken des Chefs des Oberkommandos der Wehrmacht (OKW), Generalfeldmarschall Wilhelm Keitel, und die des Wehrmachtführungsstabes unter General Alfred Jodl.
Die Anlage lag in einem Tannenwald acht Kilometer nördlich von Winniza. Sie bestand aus 20 Holzbaracken und bis zu drei teils unterirdischen Bunkern der „Klasse B“, umgeben von Stacheldrahtzaun und Verteidigungsstellungen, die durch Tunnel verbunden waren. Einige Beobachtungsstellungen befanden sich auf Plattformen in Eichen außerhalb des Tannenwaldes. Es standen zudem Teehaus, Friseur, Bad, Sauna, Kino und ein Schwimmbecken zur Verfügung.
Zwischen Juli 1942 und Februar 1943 befand sich das deutsche Führerhauptquartier dort. Adolf Hitler hielt sich meist im FHQ Wolfsschanze auf; er war nur dreimal im FHQ Werwolf:
- 16. Juli bis 30. Oktober 1942, hier empfing Hitler am 24. September auch den kroatischen Staatschef Ante Pavelić
- 19. Februar bis 13. März 1943
- 27. August 1943

Im März 1944 wurde das Führerhauptquartier von der Roten Armee eingenommen. Zuvor sprengten deutsche Soldaten die Bunkeranlagen.

## Gedenkstätte

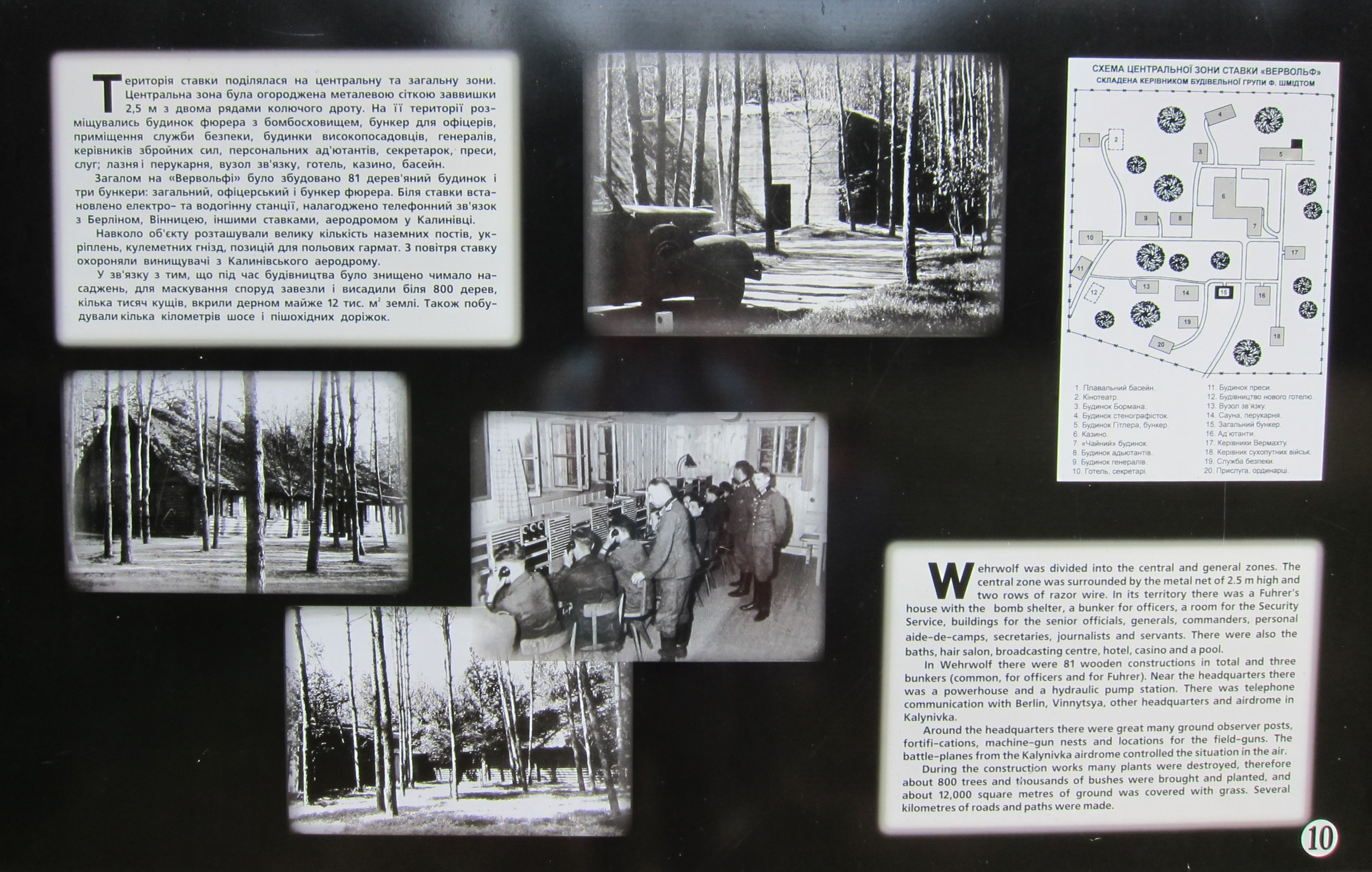
Zweisprachige historische Informationstafel auf dem Areal

Im Juli 2011 wurde an der Stelle der ehemaligen Führerbunkeranlage Werwolf eine historische Gedenkstätte eingerichtet und das Areal mit zweisprachigen Hinweistafeln (Ukrainisch und Englisch) museal erschlossen. Die Gedenkstätte ist eine Zweigstelle des Regionalmuseums Winnyzja und wird durch Mittel des Regionalverbandes Winnyzja finanziert.

## Massaker an Juden
Einsatzgruppen der Sicherheitspolizei und des SD haben im September 1941 in der Stadt Winniza mindestens 10.000 Juden getötet. In und um Winniza lebten 1942 trotz der deutschen Massaker noch etliche jüdische Zwangsarbeiter, die als Sicherheitsrisiko für Hitler eingestuft wurden. Am 5. Januar 1942 befahl die SS den Juden, sich zu einer „Umsiedlung“ zusammenzufinden. Sie wurden jedoch wieder nach Hause geschickt, weil der Boden so hart gefroren war, dass es nicht gelungen war, Gruben auszuheben. Daraufhin stellte die SS im zum Führerhauptquartier nächstgelegenen Dorf 227 Juden an die Wand des örtlichen NKWD-Gefängnisses, sprengte die Mauer und begrub so diese Menschen. Am 16. April 1942 wurden weitere 4800 Juden getötet. Bis zur Ankunft Hitlers im FHQ im Juli 1942 sollte SS-Brigadeführer Max Thomas die letzten in Zwangsarbeit befindlichen Juden „verschwinden lassen“.

## Feldkommandostelle Hegewald und Planung Kolonie „Hegewald“
Unweit von Winniza plante Heinrich Himmler in seiner Funktion als Reichskommissar für die Festigung deutschen Volkstums die Einrichtung einer Kolonie unter dem Namen „Hegewald“, in der nach der Vertreibung von 15.000 Ukrainern 10.000 Volksdeutsche an ihrer statt angesiedelt wurden. Hegewald war zunächst nur die Bezeichnung der Feldkommandostelle nahe Schytomyr (Schitomir) für den Reichsführer SS. Hier war ein ehemaliger sowjetischer Luftwaffenstützpunkt, dessen Gebäude auch von Reichsaußenminister Joachim von Ribbentrop und dem Chef der Reichskanzlei, Hans Heinrich Lammers genutzt wurden.

## Fotos

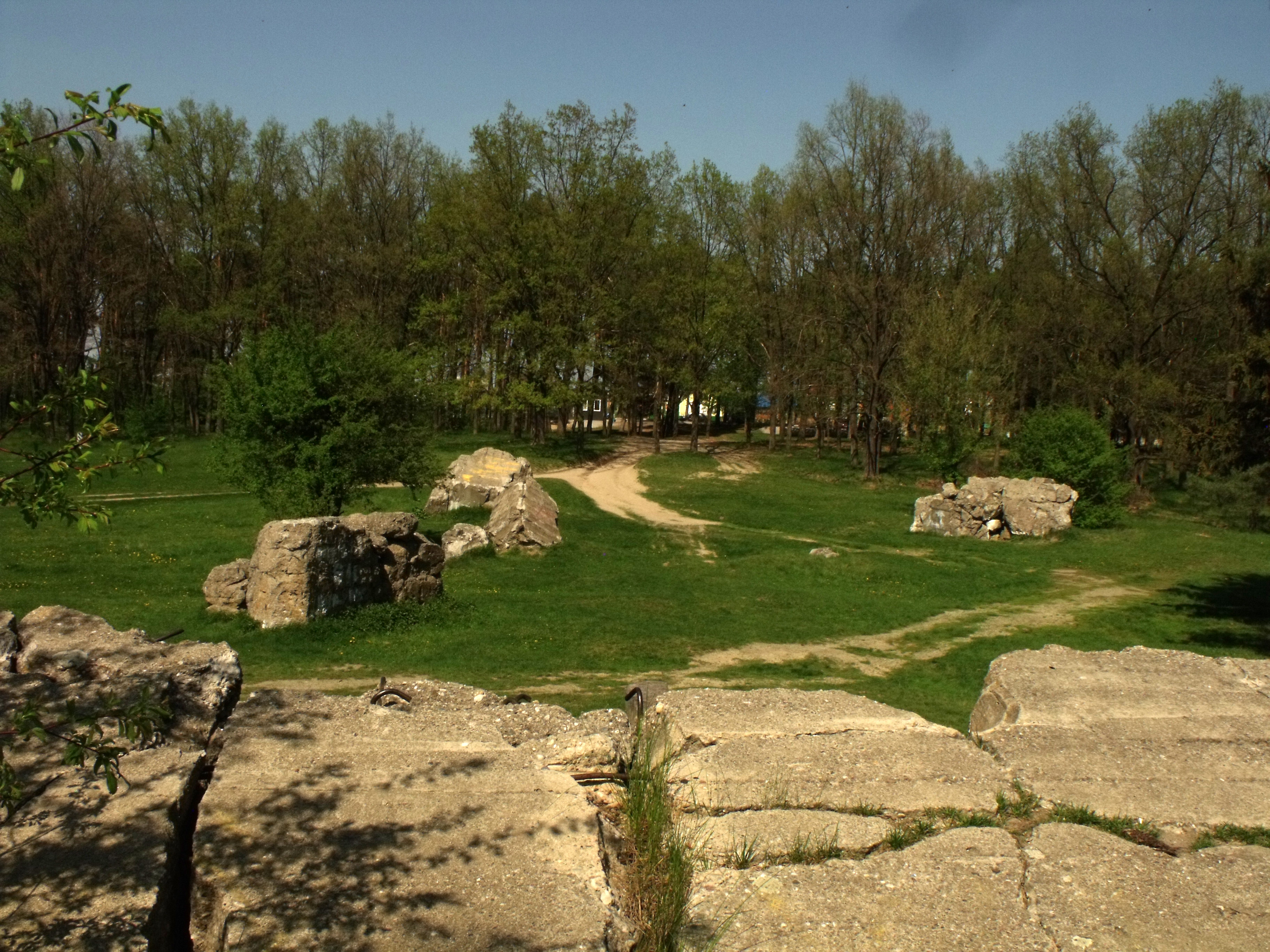
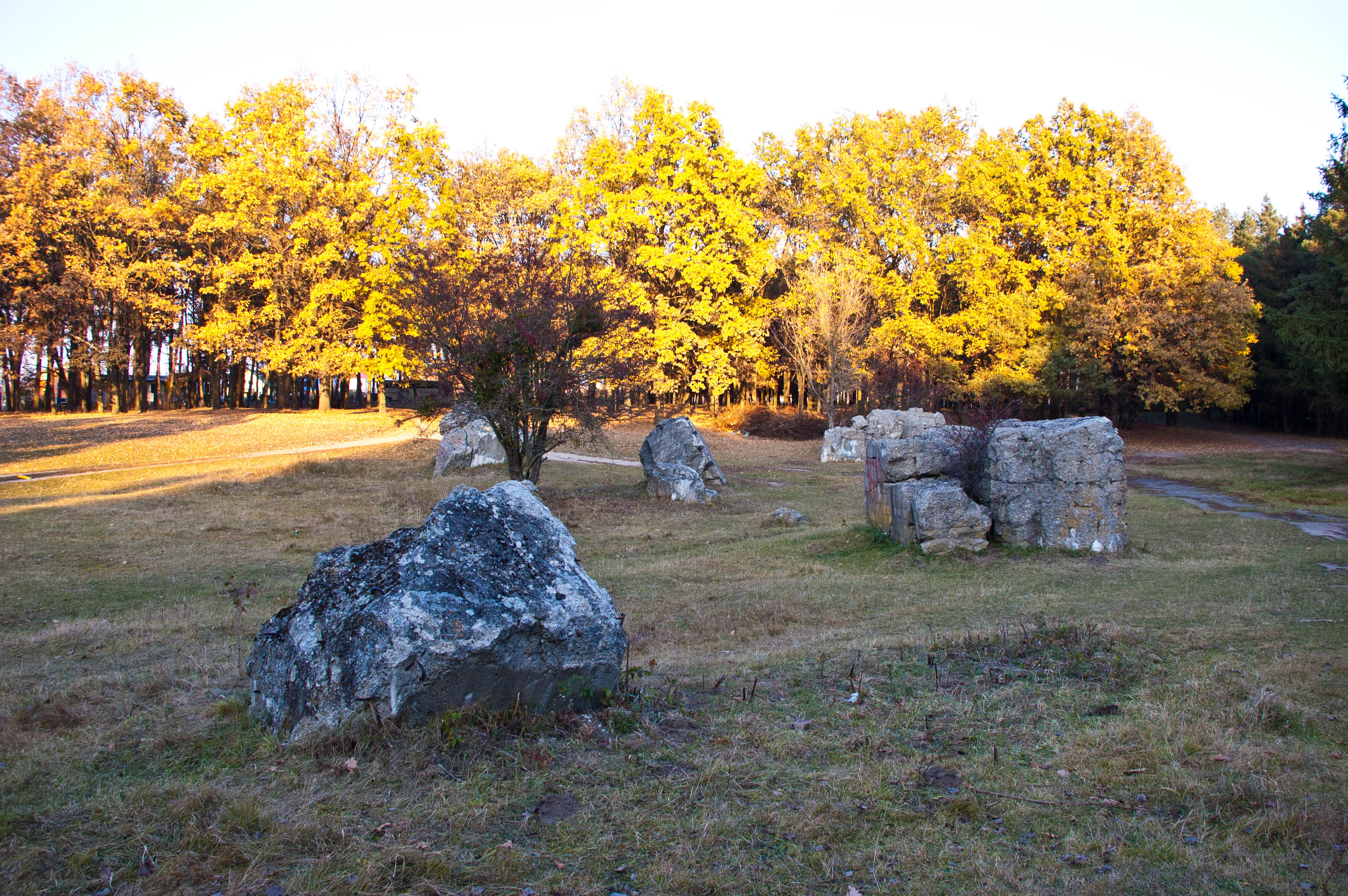
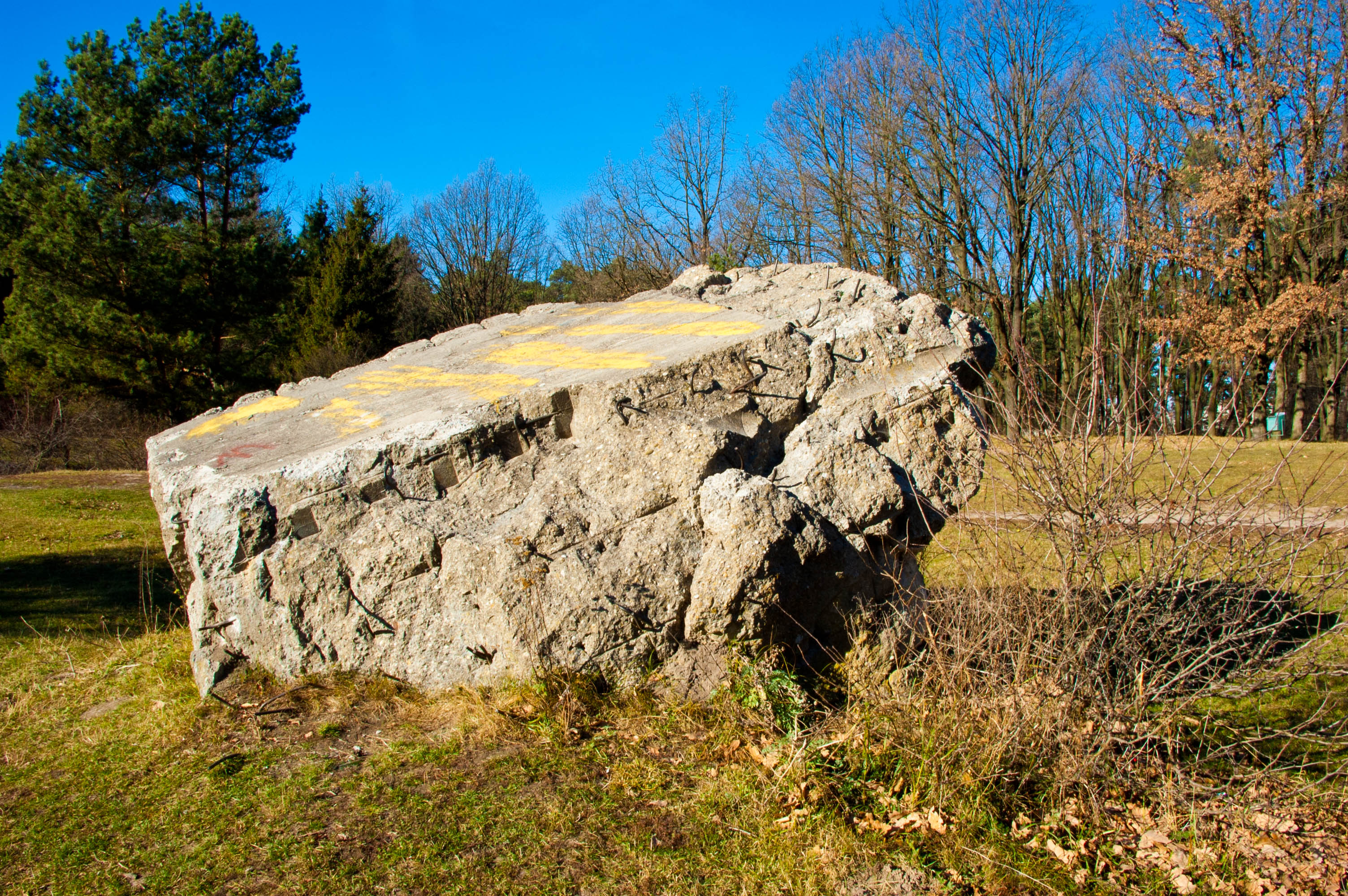
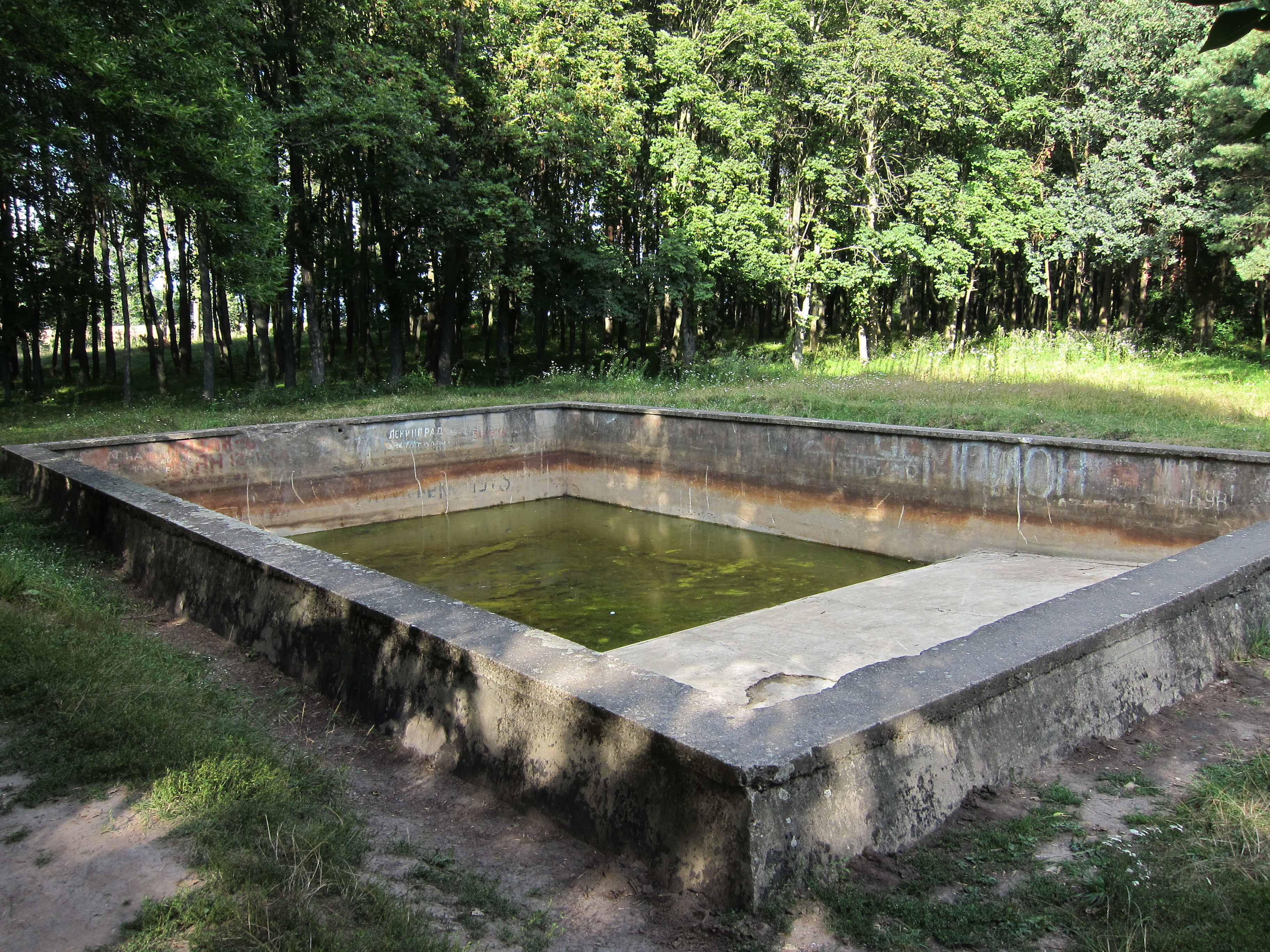
Reste des ehemaligen Löschwasserreservoirs, der einzige Bau, welcher weder von den Nazis selbst, noch von der roten Armee gesprengt wurde.
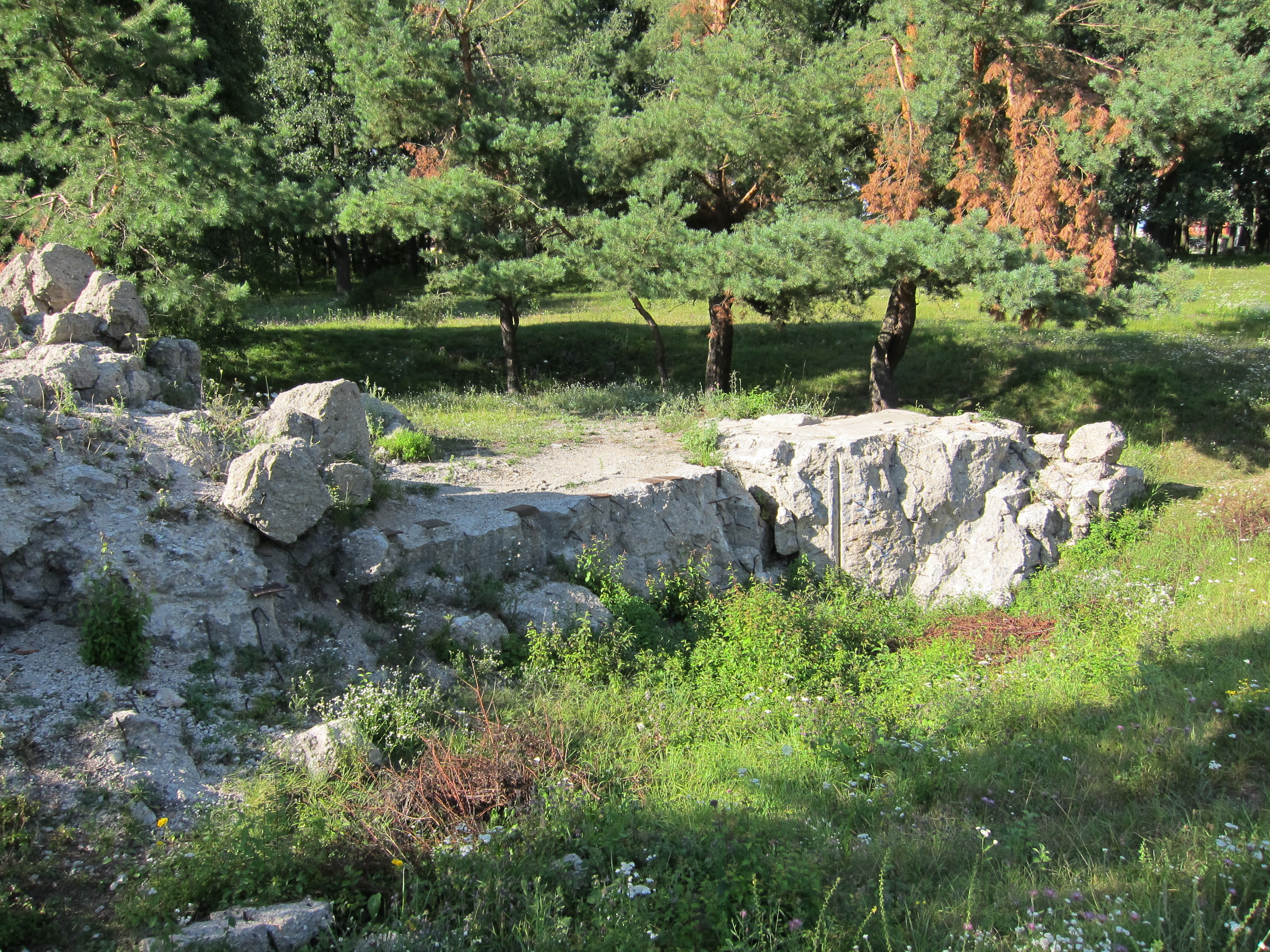
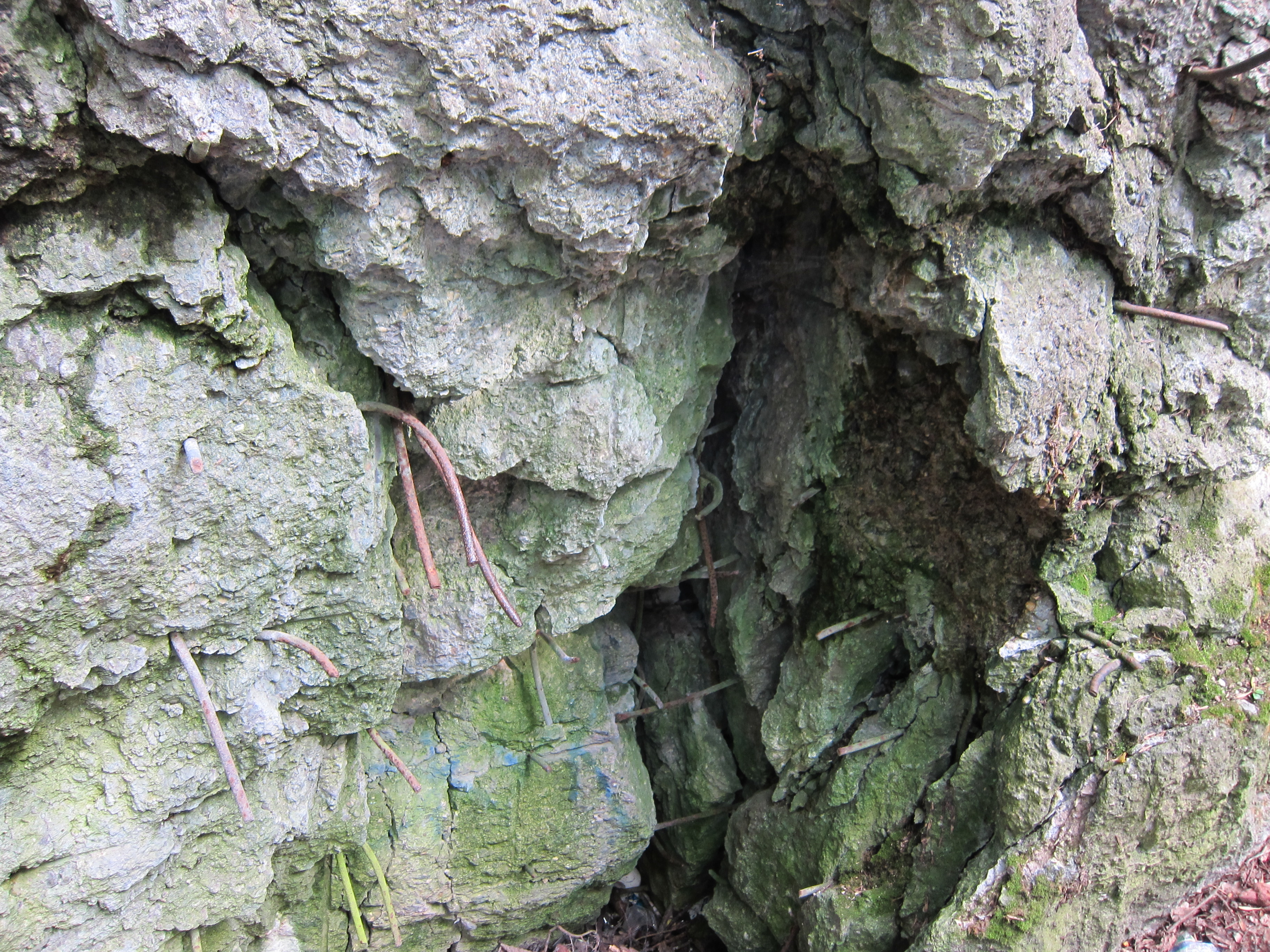
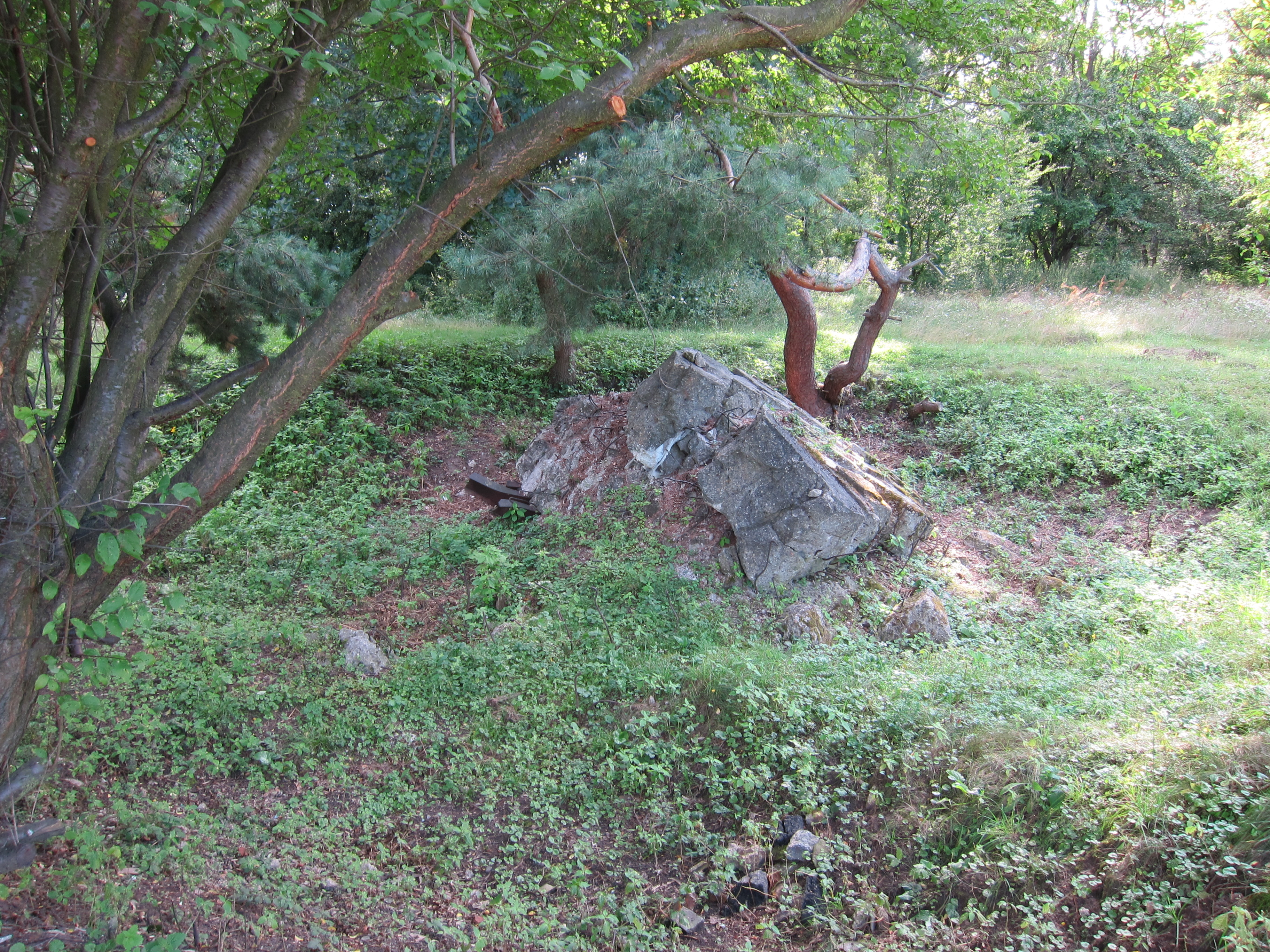
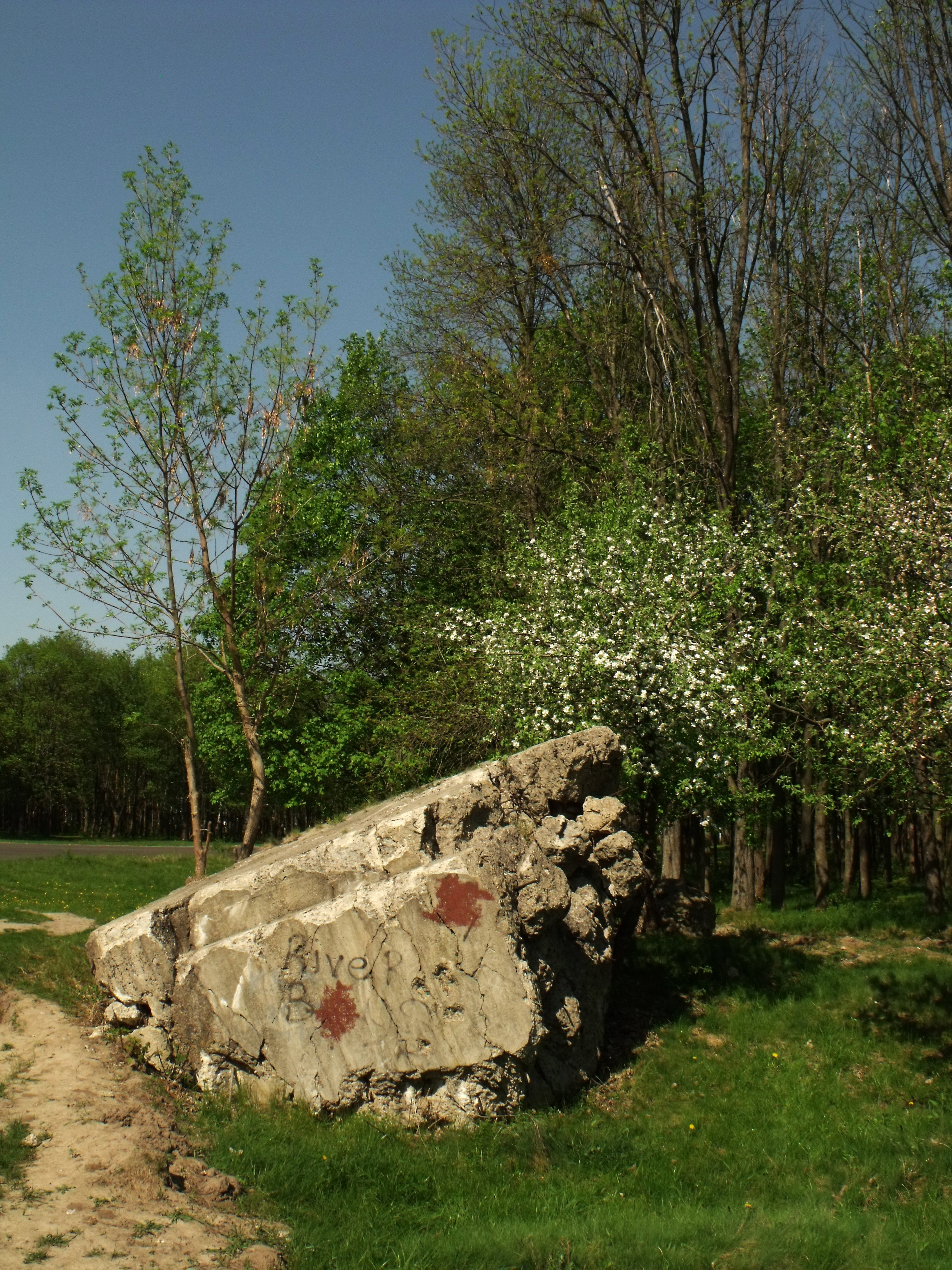
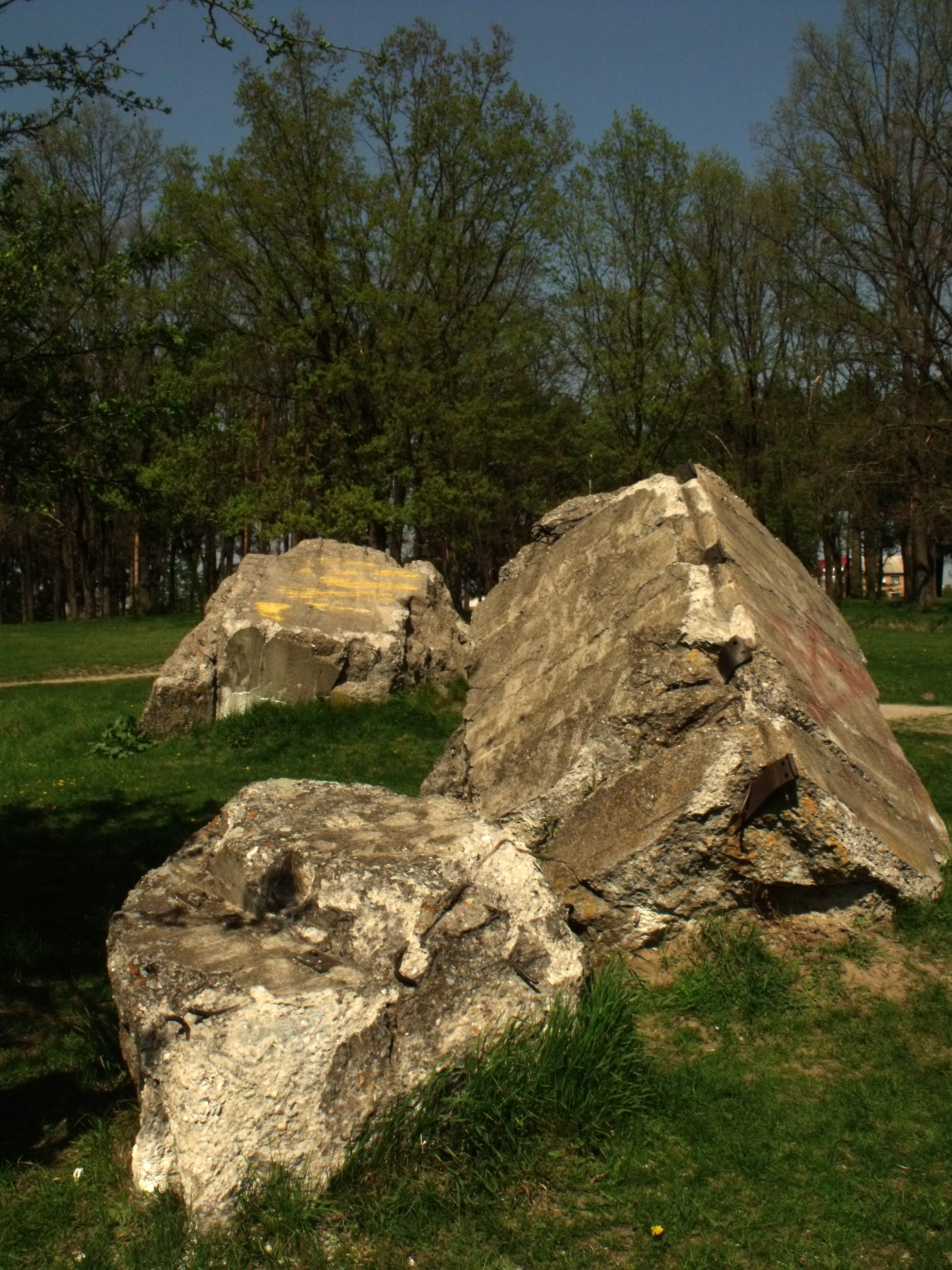